# 蘇什齊亞
49°24′7″N 23°0′44″E / 49.40194°N 23.01222°E
蘇什齊亞（烏克蘭語：Сушиця），是烏克蘭西部的村莊，隸屬利維夫州的桑比爾區。該村面積0.88平方公里，海拔高度392米，2001年人口415，人口密度每平方公里471.59人。